# شهرستان اپنا
شهرستان اپنا (به لاتین: Epena District) یک منطقهٔ مسکونی در جمهوری کنگو است که در لیکوالا واقع شده‌است.